# Damon Wayans

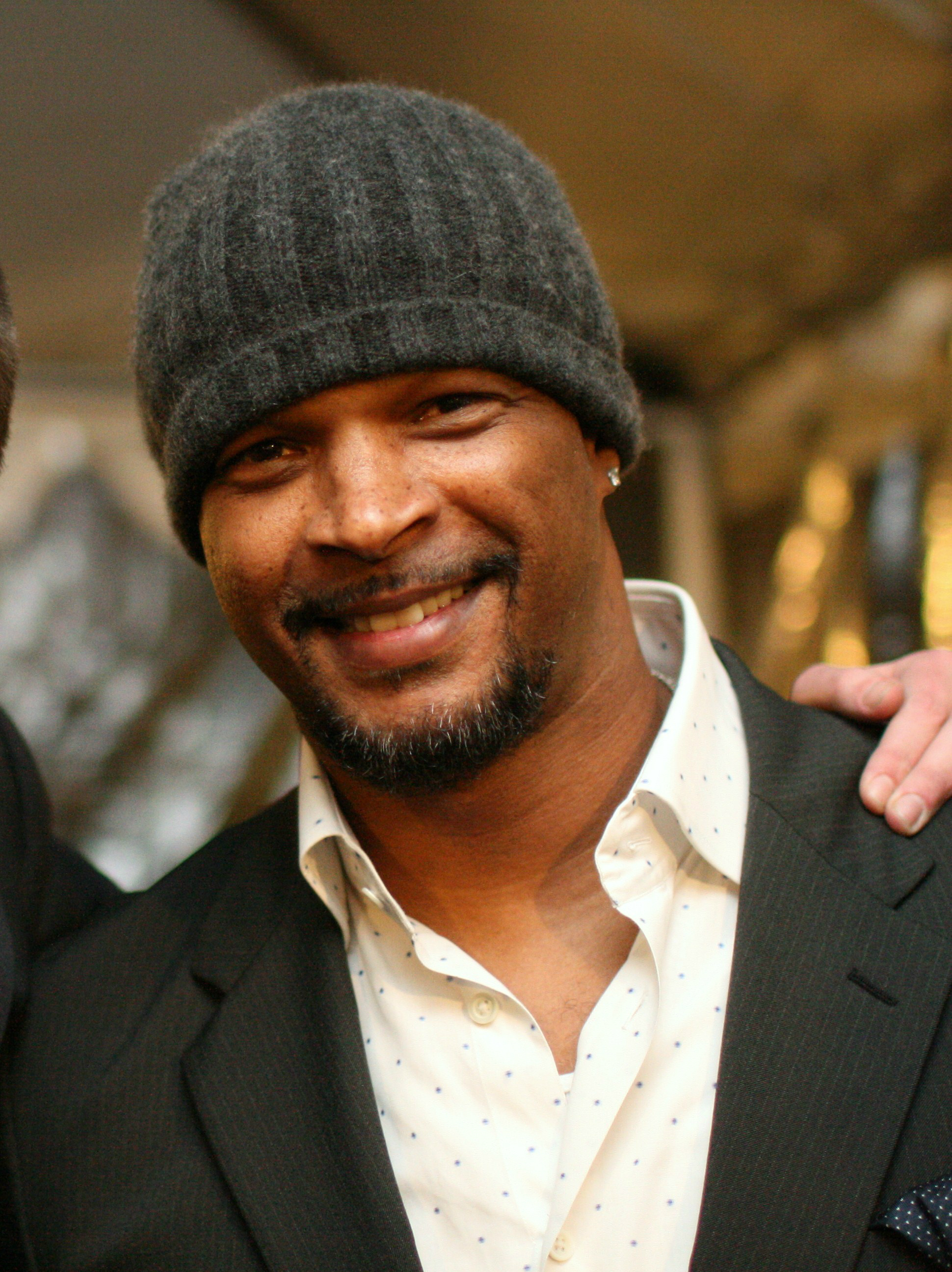
Damon Wayans, 2008

Damon Wayans (* 4. September 1960 in New York City) ist ein US-amerikanischer Schauspieler, Komiker und Drehbuchautor.

## Leben
Wayans gab sein Schauspieldebüt 1984 in Beverly Hills Cop – Ich lös’ den Fall auf jeden Fall. Ein Jahr später wurde er Mitglied bei Saturday Night Live. 1988 spielte er neben Geena Davis, Jeff Goldblum und Jim Carrey die Rolle des Außerirdischen Zeebo in der Komödie Zebo, der Dritte aus der Sternenmitte. In den Jahren 1990 bis 1992 war Damon Wayans zusammen mit seinen Geschwistern Keenen Ivory Wayans, Kim Wayans, Marlon Wayans und Shawn Wayans in der Sketchcomedy In Living Color zu sehen, für diese Rolle wurde er in den Jahren 1990, 1991 und 1992 für den Emmy nominiert.
Für die Hauptrolle in der Fernsehserie What’s Up, Dad? gewann er im Jahr 2002 den People’s Choice Award. Er wurde in den Jahren 2003 und 2005 für den Golden Satellite Award nominiert. In den Jahren 2002 bis 2005 wurde er für den Image Award nominiert.
2018 wurde er in die Academy of Motion Picture Arts and Sciences berufen, die jährlich die Oscars vergibt.
Wayans war in den Jahren 1984 bis 2000 mit Lisa Thorner verheiratet und hat mit ihr vier gemeinsame Kinder. Sein Sohn Damon Wayans, Jr. spielte mit ihm bei What’s Up, Dad? mit.

## Filmografie (Auswahl)
- 1984: Beverly Hills Cop – Ich lös’ den Fall auf jeden Fall (Beverly Hills Cop)
- 1985–1995: Saturday Night Live
- 1987: Roxanna
- 1988: Colors – Farben der Gewalt (Colors)
- 1988: Ghettobusters (I'm Gonna Git You Sucka)
- 1988: Punchline – Der Knalleffekt (Punchline)
- 1988: Zebo, der Dritte aus der Sternenmitte (Earth Girls Are Easy)
- 1990: Kuck mal, wer da spricht 2 (Look Who’s Talking Too, nur Stimme)
- 1990–1994: In Living Color (Fernsehserie, 80 Folgen)
- 1991: Last Boy Scout – Das Ziel ist Überleben (The Last Boy Scout)
- 1992: Meh’ Geld (Mo’ Money)
- 1994: Blankman
- 1995: Auf Kriegsfuß mit Major Payne (Major Payne)
- 1996: Great White Hype – Eine K.O.Mödie (The Great White Hype)
- 1996: Das große Basketball-Kidnapping (Celtic Pride)
- 1996: Bulletproof
- 1999: Destiny – Einmal ganz oben stehen (Harlem Aria)
- 1999: Märchenprinz verzweifelt gesucht (Goosed)
- 2000: It’s Showtime (Bamboozled)
- 2001–2005: What’s Up, Dad? (My Wife and Kids)
- 2003: Marci X – Uptown Gets Down (Marci X)
- 2006: The Underground (Fernsehserie)
- 2006: Behind the Smile
- 2006: Die verrückte Reise der Pinguine (Farce of the Penguins, nur Stimme)
- 2008: Never Better (Fernsehfilm)
- 2009: Sero is at home
- 2016–2019: Lethal Weapon (Fernsehserie, 55 Folgen)
- 2023: Cinnamon